# Armeeoberkommando Norwegen
El Ejército Alemán en Noruega (en alemán: Armee Norwegen) era un ejército alemán que operaba en el extremo norte de Noruega y Finlandia durante la Segunda Guerra Mundial. El Ejército Alemán en Noruega estaba bajo el mando del Armeeoberkommando Norwegen (Alto Mando del Ejército Alemán en Noruega), abreviado AOK Norwegen, que era uno de los dos cuarteles generales escalonados del ejército que controlaban las tropas alemanas en el extremo norte.
El Armeeoberkommando Norwegen estaba directamente subordinado al OKH, el Alto Mando de la Wehrmacht. Fue creado a partir del XXI Grupo de Ejércitos en diciembre de 1940, sucesor del XXI Cuerpo de Ejército, y se disolvió en diciembre de 1944, con sus activos asumidos por el 20.º Ejército de Montaña.

## Operaciones
El Ejército Alemán en Noruega participó en la Operación Barbarroja en 1941. En las conversaciones entre los estados mayor finlandés y alemán en Helsinki en junio de 1941, los alemanes recibieron la responsabilidad militar sobre el norte de Finlandia; el Ejército de Noruega tomaría Murmansk y el ferrocarril de Murmansk. El plan se denominó Operación Silberfuchs (Zorro de plata).
El ejército fue evacuado de Noruega en 1945 como parte de la Operación Uberbirkhahn.

## Comandantes

### Comandante en Jefe
| n.º | Retrato | Comandante                                         | Asume el cargo          | Abandona el cargo       | Tiempo |
| --- | ------- | -------------------------------------------------- | ----------------------- | ----------------------- | ------ |
| 1   |         | Generaloberst Nikolaus von Falkenhorst (1885-1968) | 19 de diciembre de 1940 | 18 de diciembre de 1944 | 4 años |

## Unidades
Ejército Alemán en Noruega (Falkenhorst)
- Desde enero de 1941:
  - XXXIII Cuerpo de Ejército
  - XXXVI Cuerpo de Ejército
  - XIX Cuerpo de Montaña
- Desde julio de 1941: (durante la Operación Silberfuchs)
  - XXXIII Cuerpo de Ejército
  - XXXVI Cuerpo de Ejército
  - LXX Cuerpo de Ejército
  - XIX Cuerpo de Montaña
- Desde septiembre de 1941:
  - XXXIII Cuerpo de Ejército
  - XXXVI Cuerpo de Ejército
  - LXX Cuerpo de Ejército
  - XIX Cuerpo de Montaña
  - III Cuerpo Finlandés
- Desde marzo de 1942: (después de la creación del 20.º Ejército de Montaña)
  - XXXIII Cuerpo de Ejército
  - LXX Cuerpo de Ejército
  - LXXI Cuerpo de Ejército